# وينترشال

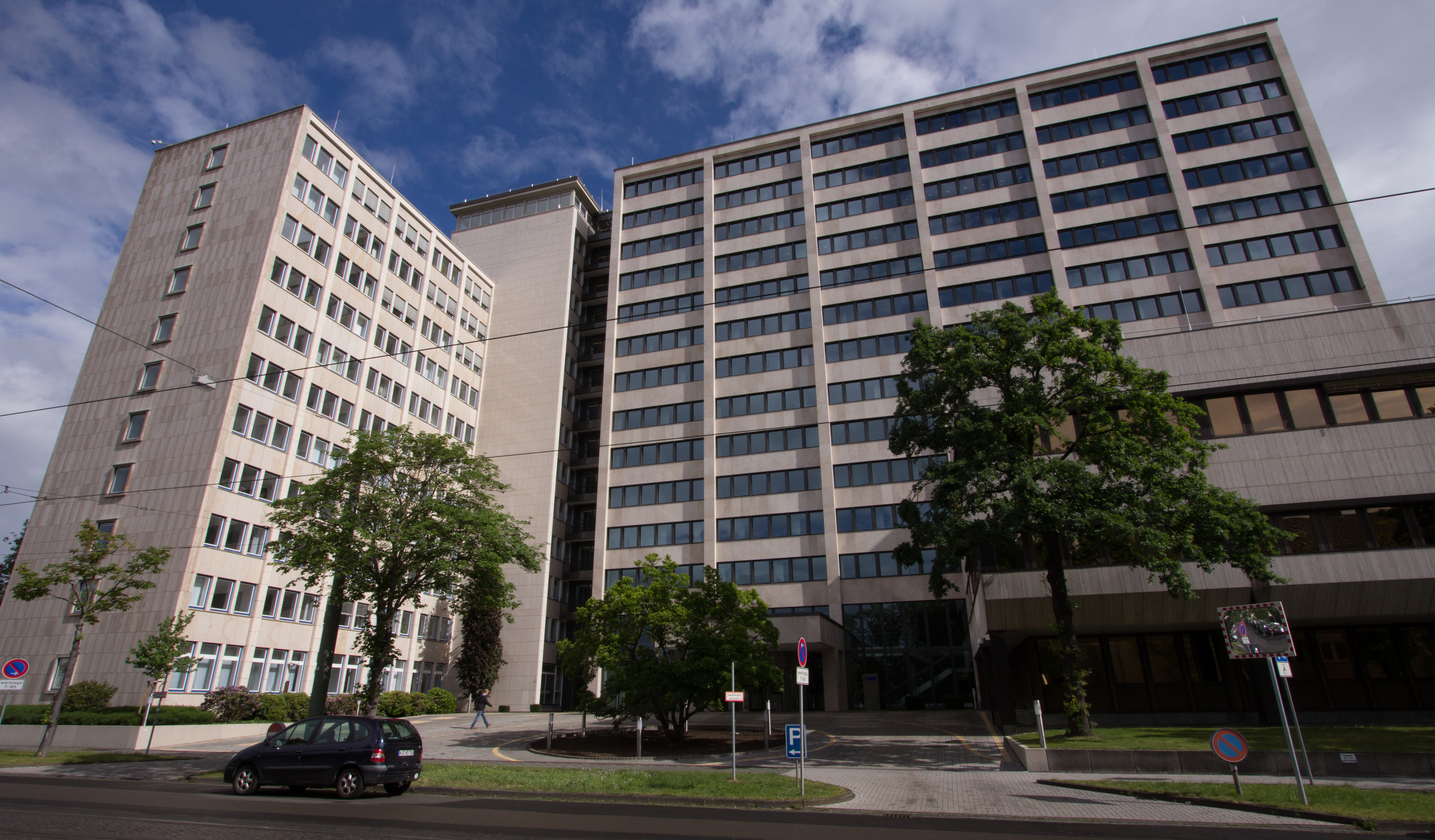
وينترشال في كاسل

وينترشال القابضة جي ام بي تي ، ومقرها كاسل ، هي أكبر منتج للنفط والغاز الطبيعي في ألمانيا . وهي شركة تابعة مملوكة بالكامل لشركة باسف . تنشط الشركة في استكشاف وإنتاج النفط والغاز. تركز ونترشال على أوروبا وشمال إفريقيا وأمريكا الجنوبية وكذلك روسيا ومنطقة الشرق الأوسط .
توظف ونترشال أكثر من 2000 موظف في جميع أنحاء العالم. في السنة المالية 2015 ، أنتجت الشركة حوالي 153 مليون برميل من معادل النفط من النفط والغاز. كانت المبيعات أكثر من 12.99 مليار يورو.

## روابط خارجية
- موقع Wintershall Holding GmbH
- Documents and clippings about Wintershall